# دستور دادگاه
دستور دادگاه (انگلیسی: Court order) یا قرار دادگاه حکمی است که توسط قاضی یا دادگاه صادر می‌شود و طرفین دعوی را ملزم به انجام یا عدم انجام کار خاصی می‌کند. این دستور می‌تواند در مورد مسائل مختلفی از جمله حضانت فرزند، پرداخت نفقه، تقسیم اموال، محدودیت‌های تماس، تخلیه ملک و سایر موارد حقوقی صادر شود. عدم رعایت دستور دادگاه می‌تواند منجر به مجازات‌هایی مانند جریمه نقدی، حبس یا سایر اقدامات قانونی شود.
به عبارتی دیگر، دستور دادگاه یک اعلامیه رسمی از سوی قاضی (یا هیئت قضات) است که روابط حقوقی بین طرفین یک جلسۀ رسیدگی، یک دعوی قضایی، یک اعتراض یا سایر مراحل دادرسی را تعریف می‌کند. چنین حکمی، انجام یا عدم انجام مراحل خاصی را توسط یک یا چند طرف پرونده ایجاب یا مجاز می‌کند. دستور دادگاه باید توسط قاضی امضا شود؛ در برخی حوزه‌های قضایی ممکن است لازم باشد که توسط دفتر اسناد رسمی نیز تأیید شود.

## محتوا
محتوا و مفاد دستور دادگاه به نوع دادرسی، مرحله دادرسی که در آن صادر شده است، و قوانین رویه‌ای، آئین دادرسی کیفری، آئین دادرسی مدنی} و قوانین اثباتی که بر دادرسی حاکم است، بستگی دارد.
دستور می‌تواند به سادگیِ تعیین تاریخ جلسه دادرسی یا به پیچیدگیِ بازسازی روابط قراردادی توسط و بین بسیاری از شرکت‌ها در یک اختلاف چند حوزه قضاییـ باشد. این می‌تواند یک دستور نهایی (که به اقدام دادگاه پایان می‌دهد) یا یک دستور موقت (در طول اقدام) باشد. اکثر دستورات به صورت کتبی هستند و توسط قاضی امضا می‌شوند. با این حال، برخی از دستورات به صورت شفاهی توسط قاضی در دادگاه علنی بیان می‌شوند و فقط در صورت جلسه دادرسی به صورت کتبی در می‌آیند.